# Кенау Хасселер
Кенау Симонсдохтер Хасселаер (1526—1588) была торговкой лесом в Харлеме, она стала легендарной народной героиней за ее бесстрашную защиту города от испанских захватчиков во время осады Харлема в 1573 году.

## Биография

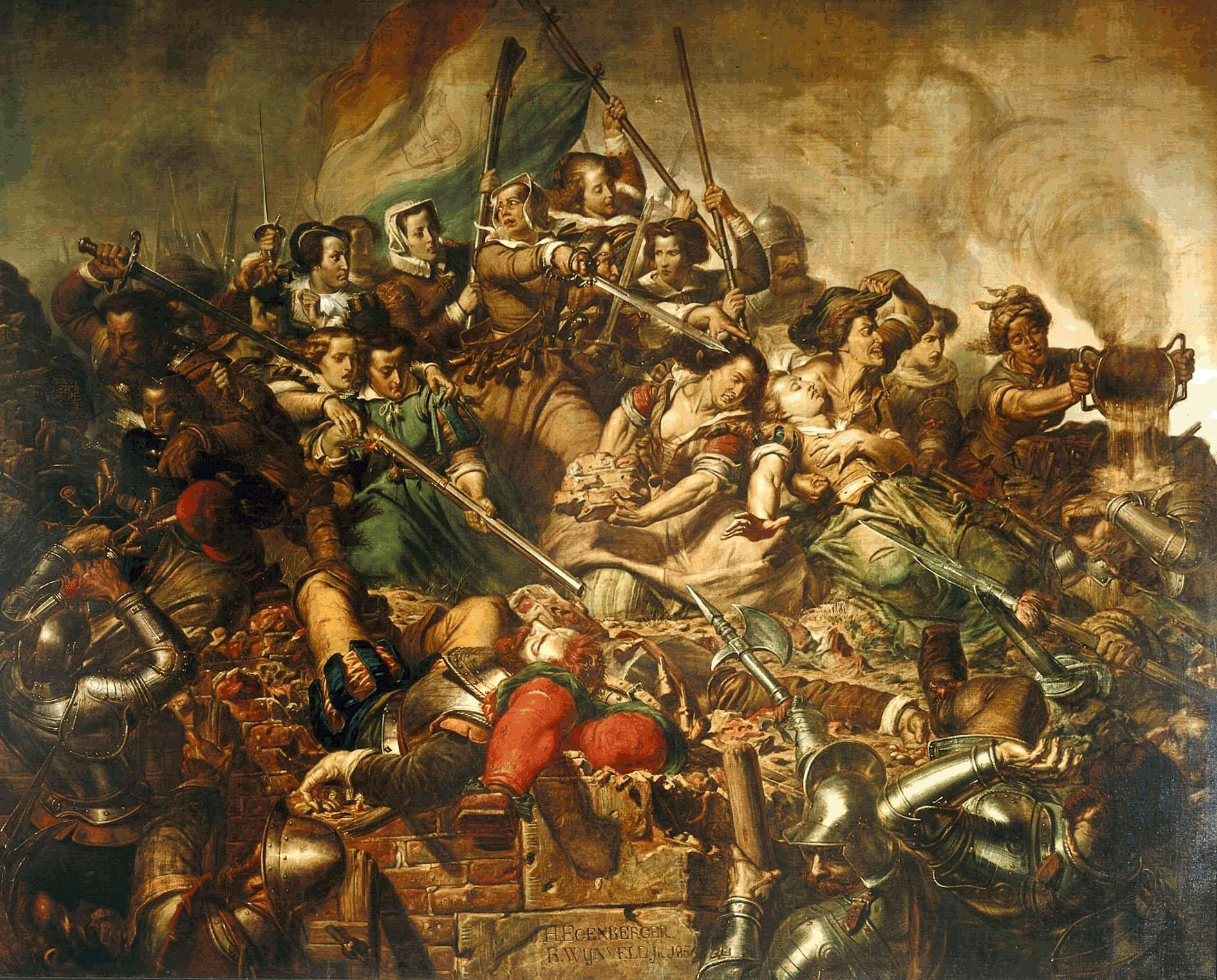
Романтичная историческая картина Кенау, возглавляющей группу из 300 женщин в защиту Харлема, Баренд Вийнвельд и Й. Х. Эгенбергер, 1854

Кенау была дочерью пивовара Харлема Саймона Герритса и Герте Коен Хасселаер. Когда город был осажден испанцами, как об этом сообщают хроники, все горожане, мужчины, женщины и дети, бесстрашно помогали восстановить оборону города, разрушенную лишь вражеской артиллерией. В одном сообщении, написанном на латыни в городке Delft, Кенау упоминается как необычайно бесстрашная женщина, которая днём и ночью подносила грунт к городским стенам, чтобы восстановить оборонительный вал.
Далее в этом анонимном сообщении описывается, как жители Харлема стояли за этими насыпными баррикадами и бросали на головы врага горящие смоляные венки, а также рассказывается о том, как один испанский солдат прыгнул в реку Спарне, чтобы потушить пламя, и в результате утонул под весом своих доспехов. Каким-то образом возникла легенда о том, что именно Кенау бросала эти «смоляные венки». В любом случае, вместо подносительницы грунта она вскоре приобрела славу настоящего воина. Её чтили как солдата на праздновании столетия независимости от Испании в 1673 году и снова во время двухсотлетия в 1773 году. В представлении авторов XIX века Кенау возглавляла уже армию из 300 женщин в борьбе против испанцев, что было увековечено в романтической картине Барента Вийнвельда и Дж. Х. Эгенбергера.

## Исторический факт?

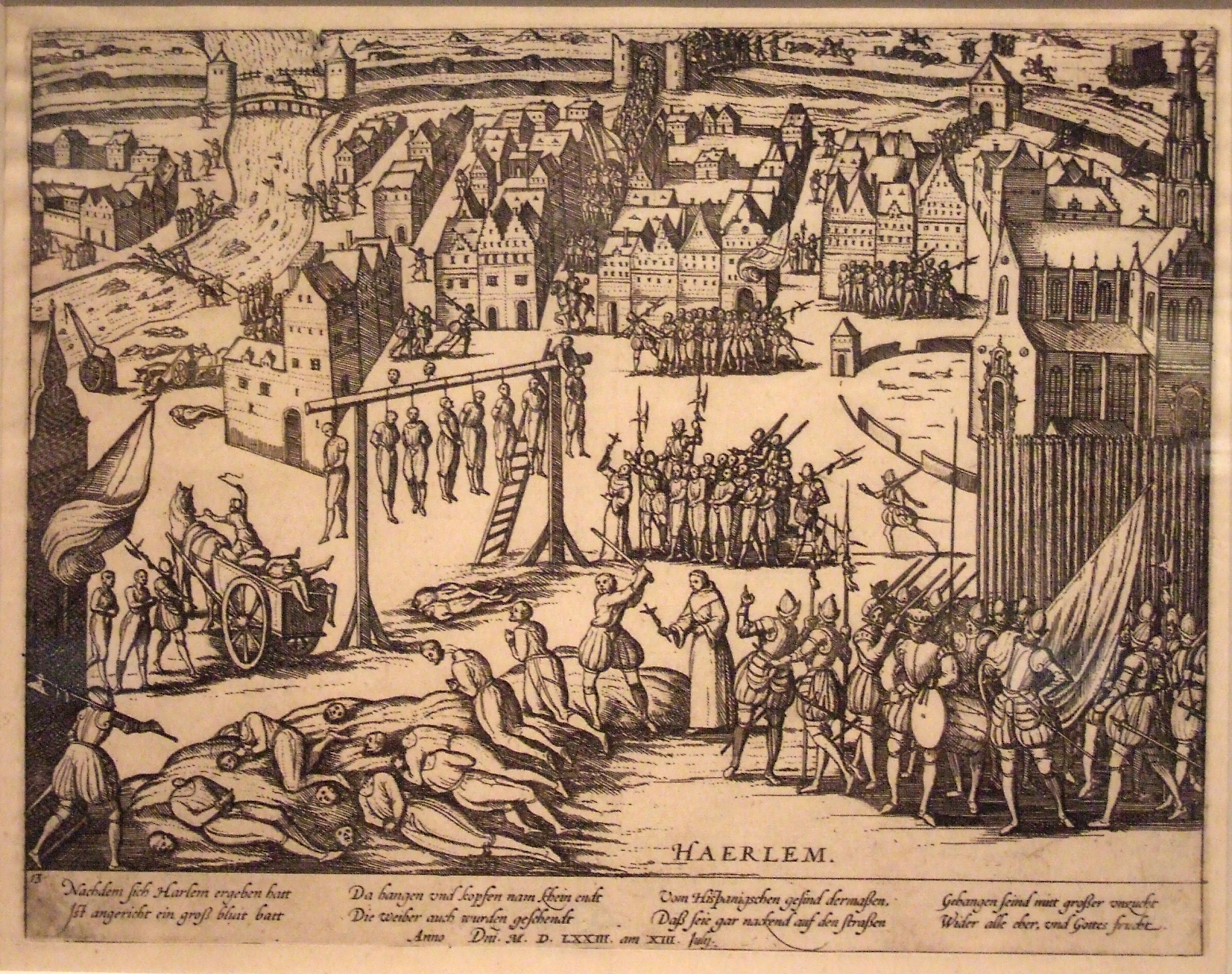
Солдаты Харлема были казнены испанцами после осады; все были мужчинами.

Именно доктор Харлем и историк доктор Экама впервые подвергли сомнению легенду о Кенау в 1872 году, в канун празднования трехсотлетия. Они указали, что ни вдова Кенау, ни любая другая женщина не были включены в список «военных преступников» после того, как испанцы взяли город под свой контроль, в то время как ее 18-летний двоюродный брат Питер Дирксз Хасселаер, как член шуттерии, включён был в этот список и даже был арестован, хотя позже освобожден. Он также указал на отсутствие в хрониках других женщин, которые сражались вместе с Кенау. Если бы легенда была правдой, было бы зарегистрировано больше смертей среди женщин.

## Архивные доказательства
Кенау вышла замуж за мужчину по имени Наннинг Гербрандс Борст примерно в 1544 году. У них было четверо детей: Герт, Маргриет, Люббрехт и Гербранд. После смерти мужа в 1562 году она продолжила его дело. После того, как умерла ее дочь Люббрехт, она приняла в свой дом бездомного сына своего брата Коэна, также называя его Герте, как звала его ее дочь.  Она была золовкой Адриана Юния и покинула Гарлем вскоре после окончания осады.  Через него она, вероятно, вступила в контакт с пивоваром Делфта Дэвидом Янсом, с которым она заключила контракт на торговлю зерном. Благодаря этой торговле она услышала о прибыльной должности в Arnemuiden, которую она  и выиграла. Согласно постановлению от 2 сентября 1574 года она стала мастером  Палаты мер и весов и  Мастером сборщиков торфа в городе Арнемайден.  В 1577 году она упоминается в документах как жительница Лейдена "оп де влит".  Вскоре она вернулась в Гарлем, где ее сын Гербранд стал независимым кораблестроителем. В 1579 году ее имя фигурирует в списках верфей, но она не была задокументирована как  героиня военных действий.  В 1585 году она столкнулась с большими трудностями при получении денег от Гарлемского совета за дрова, доставленные во время осады, за дрова никогда не платили. В 1593 году эти деньги были выплачены ее дочерям.
Кенау купила корабль, чтобы возобновить свою торговлю древесиной и совершала около 5 поездок в год в Норвегию. Капитан был взят в заложники, и Кенау пошла на всё, чтобы освободить его, но, по словам её дочерей, очевидно, отправилась на север, где стала жертвой пиратов.  В мае 1589 года её дочери подали в суд на шкипера Ливена Ханса из Гольштейна за утерю этого корабля. В ходе судебного разбирательства было доказано, что Кенау покинула порт Норвегии в 1588 году, после чего исчезла. Ливен Ханс заявил, что купил корабль во Фленсбурге у чиновника порта, обвинённого в продаже брошенных судов. Поэтому часто предполагается, что Кенау пала от рук пиратов, хотя существуют и другие теории.

## Наследие
В 1800 году Батавская республика назвала в её честь фрегат «Кенау Хаселаар».
Её имя живёт в разговорном голландском. Первоначально оно обозначало женскую храбрость, однако, по мере развития образцов для подражания, слово кенау стало означать просто «строптивая».

В 2014 году о подвиге Кенау был выпущен голландский художественный фильм с Моникой Хендрикс в главной роли. 

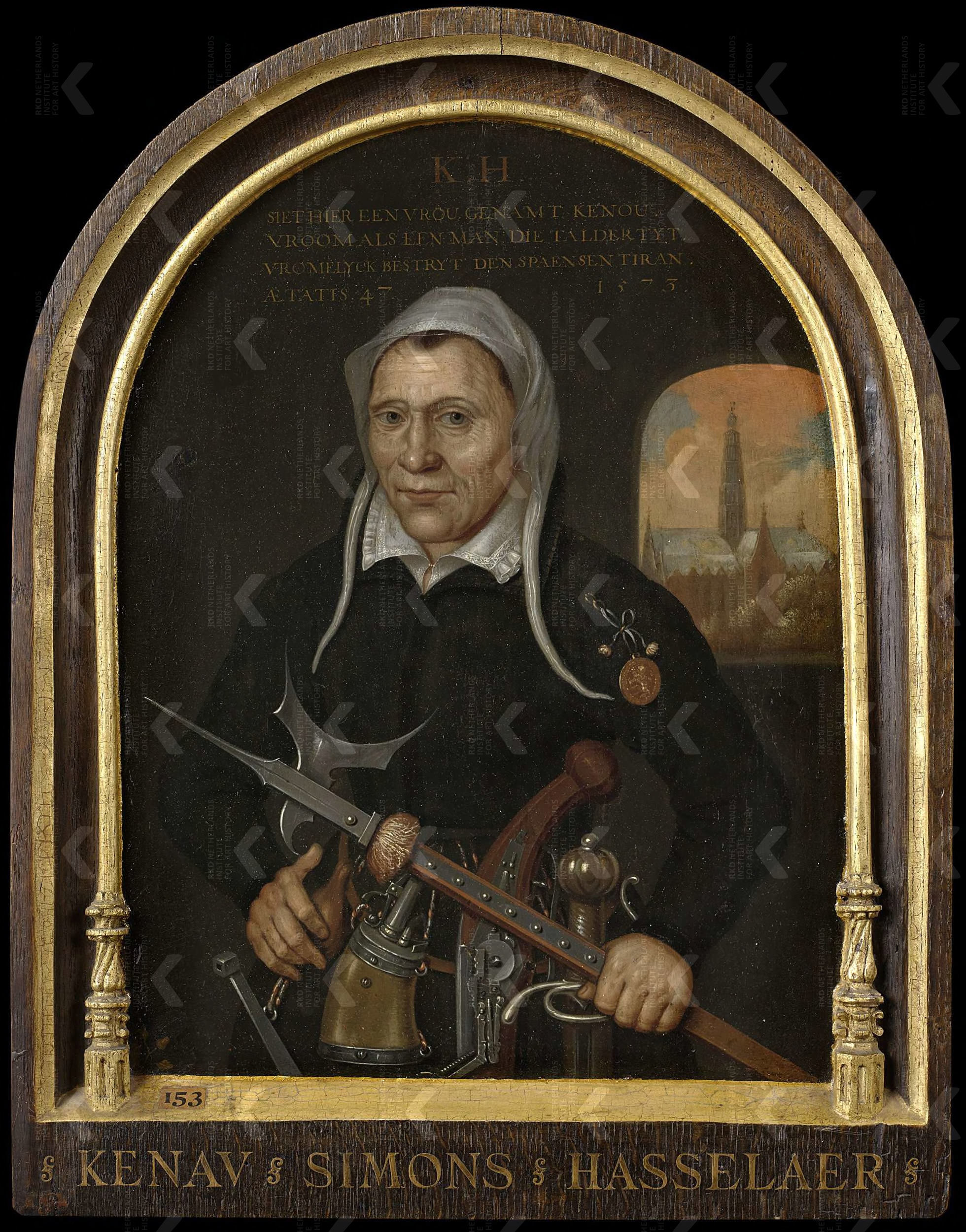
Фэнтезийный портрет Кенау с оружием, 47 лет, 1573 год.
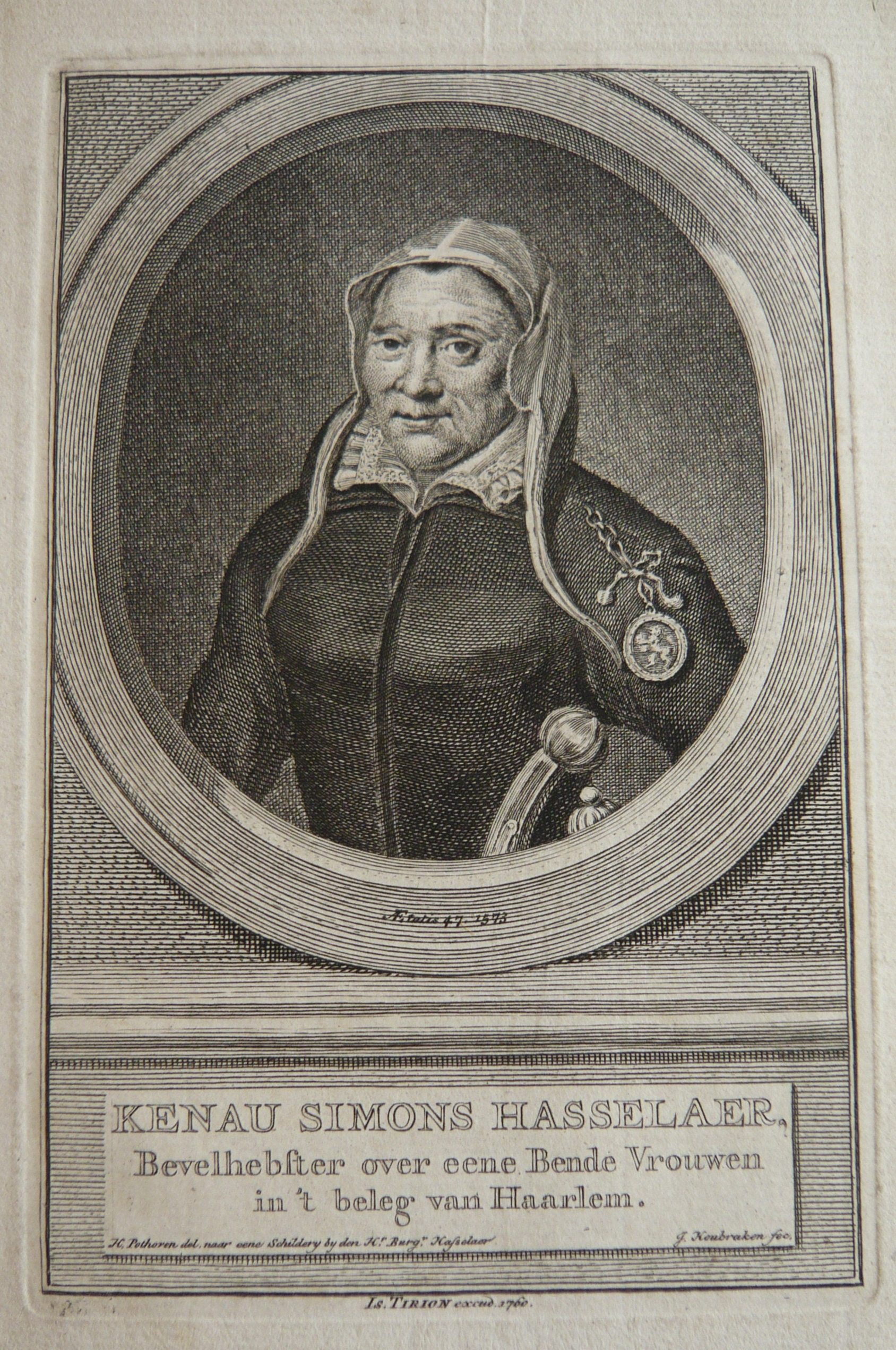
Гравюра Кенау Якоба Хубракена по портрету фэнтези
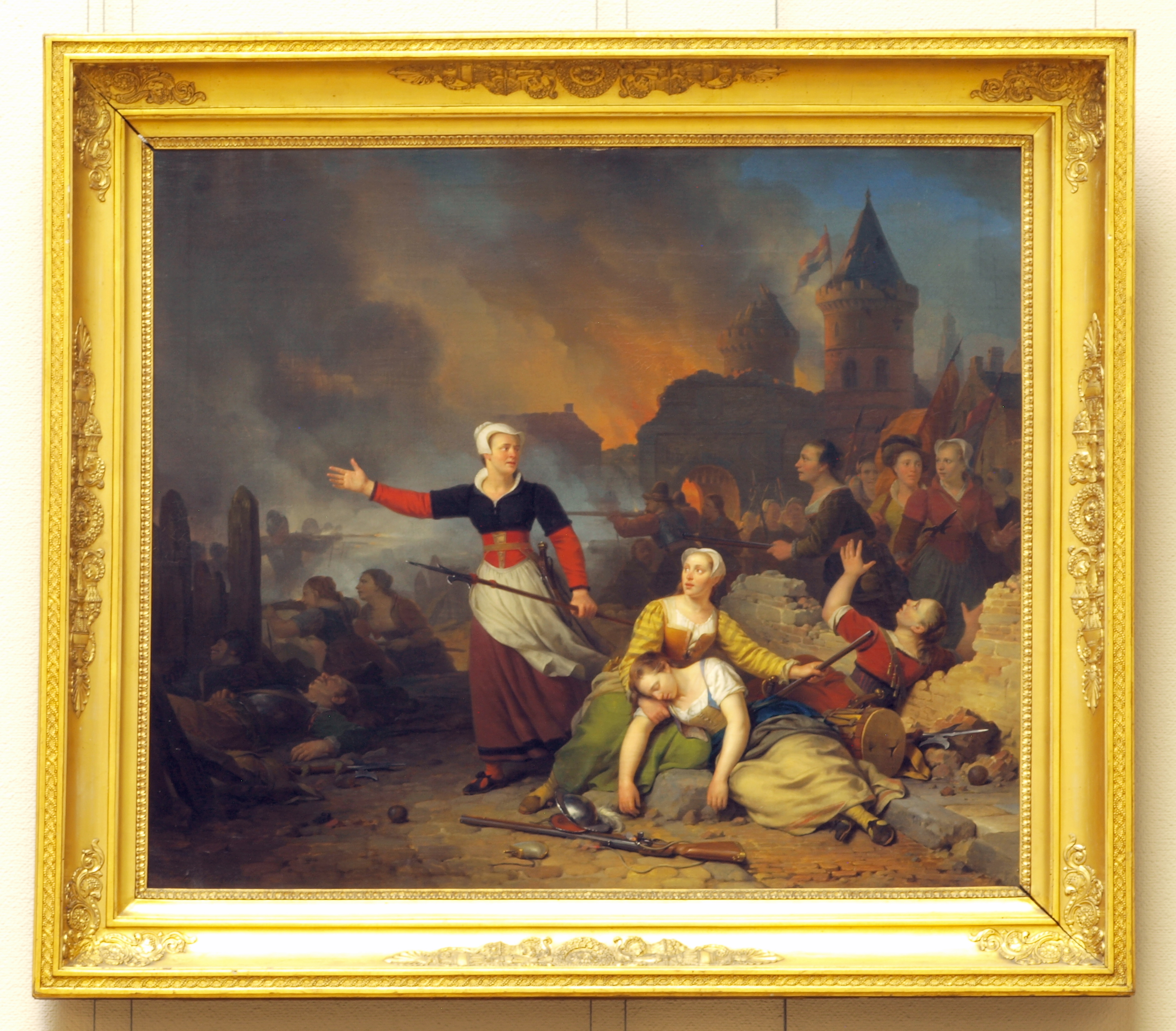
Кенау, ведущий женщин Гарлема, Фердинанд де Бракелеер Старший, 1829
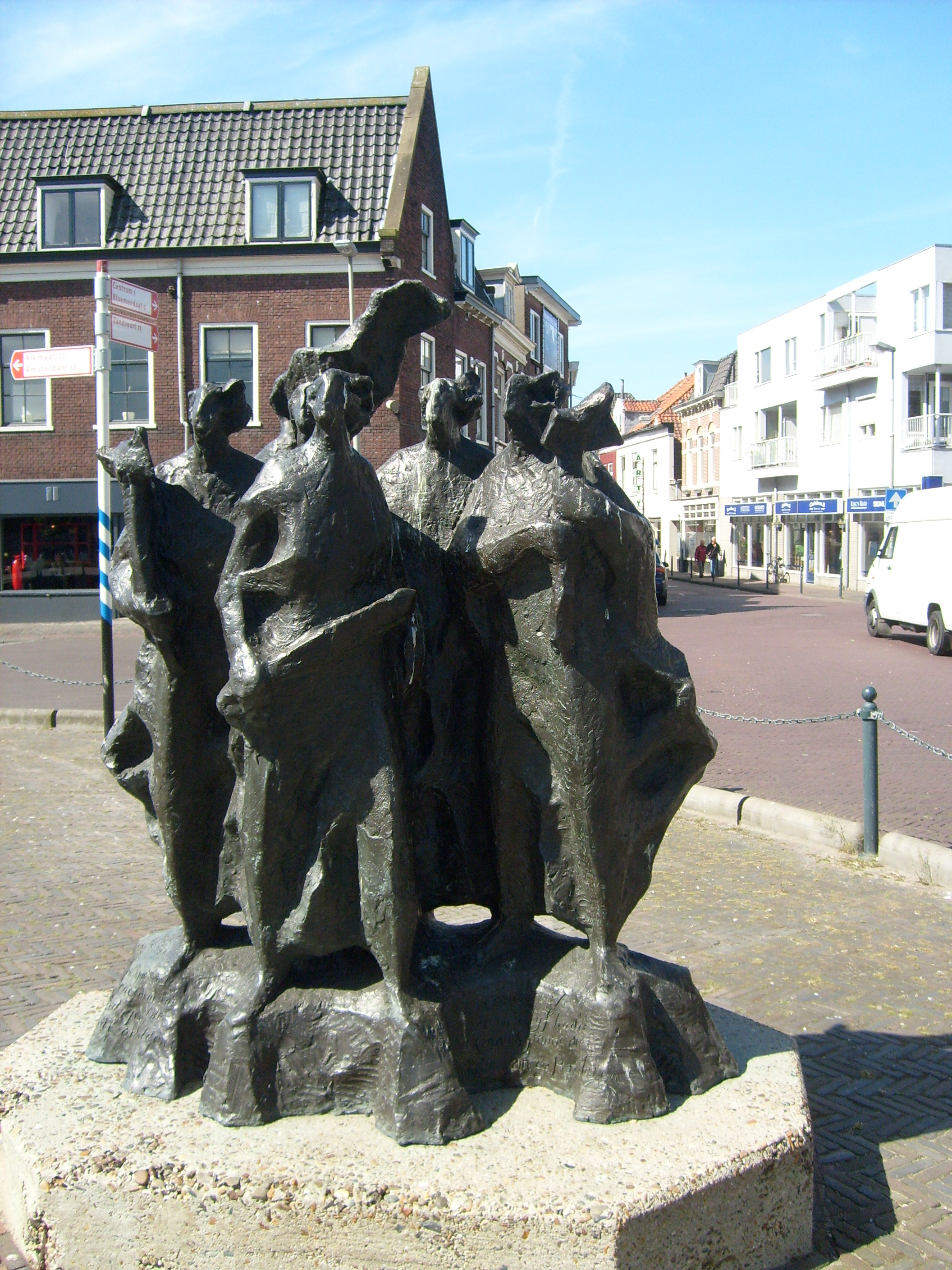
Кенау, ведущий женщин Гарлема перед Амстердамским Портом (Гарлем), скульптором Тео Малдером
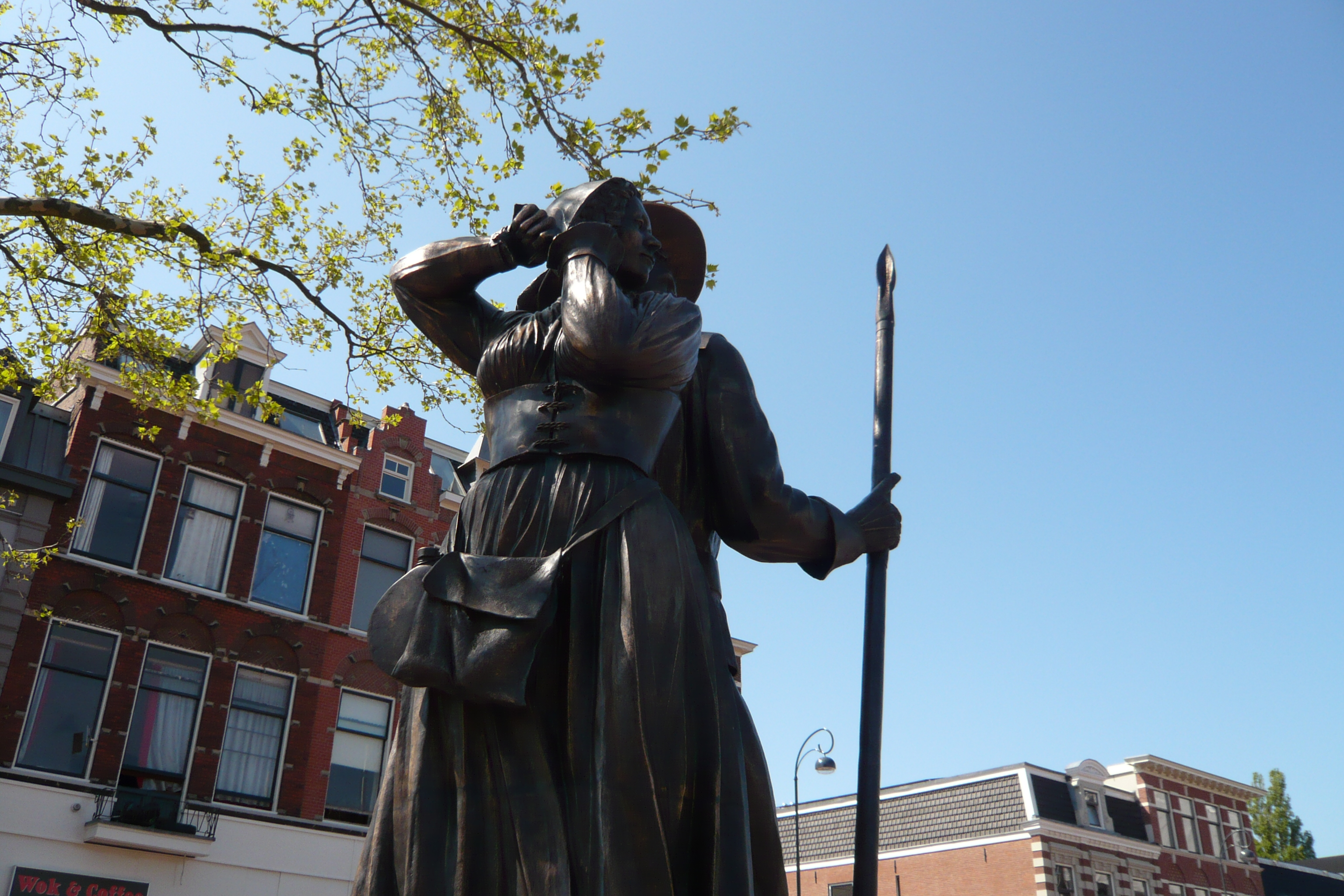
Кенау с Вигболтом Риппердой на станции Stapleplein в Харлеме, скульптор Грациелла Куррели